# Марлон Айові
Марлон Айові (ісп. Marlon Ayoví, нар. 27 вересня 1971, Гуаякіль) — еквадорський футболіст, що грав на позиції півзахисника.
Виступав, зокрема, за клуб «Депортіво Кіто», а також національну збірну Еквадору.

## Клубна кар'єра
У дорослому футболі дебютував 1990 року виступами за команду клубу «Філанбанко», в якій провів один сезон, взявши участь лише у 9 матчах чемпіонату. Там його помітив тренер збірної Еквадору U-20 Душан Драшкович, який викликав Марлона до збірної.
Протягом 1991—1993 років захищав кольори команди клубу «Філанкард».
Своєю грою за останню команду привернув увагу представників тренерського штабу клубу «Депортіво Кіто», до складу якого приєднався 1993 року на запрошення Душана Драшковича. Відіграв за команду з Кіто наступні дванадцять сезонів своєї ігрової кар'єри. Більшість часу, проведеного у складі «Депортіво Кіто», був основним гравцем команди.
У 2006 році захищав кольори клубу «Універсідад Католіка» (Кіто) з Серії B. У 2007 році грав у складі клубу «Депортіво Кіто».
Завершив професійну ігрову кар'єру у клубі «Барселона» (Гуаякіль), за команду якого виступав протягом 2007—2008 років.

## Виступи за збірну
14 жовтня 1998 року дебютував у складі національної збірної Еквадору у програному (1:5) товариському матчі проти Бразилії. Протягом кар'єри у національній команді, яка тривала 10 років, провів у формі головної команди країни 76 матчів, забивши 5 голів.
У складі збірної був учасником розіграшу Кубка Америки 1999 року у Парагваї, розіграшу Кубка Америки 2001 року у Колумбії, розіграшу Золотого кубка КОНКАКАФ 2002 року у США, чемпіонату світу 2002 року в Японії і Південній Кореї, розіграшу Кубка Америки 2004 року у Перу, чемпіонату світу 2006 року у Німеччині.
На чемпіонаті світу 2002 року в першому матчі проти збірної Італії Айові на 59-й хвилині замінив Едвіна Теноріо, у другому матчі проти Мексики він знову вийшов на заміну, на цей раз змінивши Івана Кав'єдеса на 35-й хвилині, а в останній грі з Хорватією він з'явився вже в стартовому складі, відігравши всі 90 хвилин.
На Чемпіонаті світу 2006 року з 4-х ігор збірної Еквадору на цьому турнірі Айові з'явився лише в одній з них. Вийшовши у стартовому складі і як капітан в останньому матчі групового турніру проти збірної Німеччини, він був замінений на 68-й хвилині замість Патрісіо Уррутія.